# بالاتون‌فنیوش
بالاتون‌فِنیوِش (به مجاری: Balatonfenyves) یک شهرداری در مجارستان است که در ناحیه فونیود واقع شده‌است. بالاتون‌فنیوش ۵۱٫۹۳ کیلومتر مربع مساحت و ۱٬۸۵۳ نفر جمعیت دارد.